# Mühlenwanderweg (Thüringen)
Der Mühlenwanderweg ist ein 71 Kilometer langer Wanderweg in Thüringen, der von Großrudestedt bis nach Buttstädt verläuft.
Längs des Weges liegen die Orte Werningshausen bzw. Schallenburg, Sömmerda, Weißensee, Schillingstedt, Altenbeichlingen, Battgendorf, Großmonra, Kölleda, Backleben, Ostramondra, Bachra, Rastenberg, Hardisleben und Mannstedt.
Am Weg liegen die Dreysemühle in Sömmerda, eine noch in Betrieb befindliche Industriemühle, die Turmholländerwindmühle in Weißensee, die Werthersche Wassermühle in Leubingen die Bockwindmühle in Schillingstedt, die Windmühle in Altenbeichlingen, die Wassermühle in Battgendorf, die Weidenmühle in Kölleda, die Turmwindmühle in Bachra, die Lossamühle in Hardisleben und die Voigtsmühle in Mannstedt.
Das Logo des Mühlenwanderwegs ist ein blaues Rad mit acht Speichen auf weißem Grund.